# Culture Folsom
Pour les articles homonymes, voir Folsom.

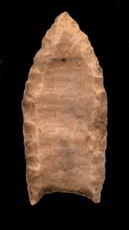
Pointe de Folsom.

La Tradition Folsom (Folsom Tradition en anglais) est le nom donné par les archéologues aux cultures disparues du centre de l'Amérique du Nord. On pense qu'elle succède à la culture Clovis au Xe ou IXe millénaire av. J.-C. Le terme a été utilisé pour la première fois en 1927 par Jesse Dade Figgins, directeur du Musée d'histoire naturelle du Colorado, à Denver.

La tradition Folsom se caractérise par l'usage de pointes de Folsom, par référence au site de Folsom, dans le Nouveau-Mexique, où le premier échantillon a été trouvé au sein de la structure osseuse d'un bison en 1927. Sur ces sites  de chasse puis de dépeçage de bisons qui s’apparentent à des carnages, que plus de 50 bisons y ont été tués, bien que l’alimentation des peuples de la culture de "Folsom " comportait apparemment aussi largement des mouflons, des marmottes, des cerfs et des lapins de garennes . 
Un site de la culture  dit de «  Folsom »  situé  à  Hanson, Wyoming, révèle aussi des zones de résidence, qui  indique la présence possible de maisons d’habitation.
Le site Lindenmeier au Colorado est aussi un campement, qui fut utilisé pendant une longue période dans cette zone.

## La Tradition Folsom dans la littérature
- La Tradition Folsom est évoquée dans le roman policier Là où dansent les morts de Tony Hillerman:

« Des campements de chasse d'hommes de Folsom avaient été découverts dans tous les états du centre et du sud-ouest, leur occupation remontant en général entre douze mille et neuf mille ans. À cette époque, tout à fait à la fin de la dernière glaciation, ils semblaient avoir eu cet immense territoire pour eux seuls. Ils avaient suivi les troupeaux de bisons, vivant seuls dans de petits campements où ils taillaient leurs pointes de sagaies, leurs couteaux, leurs grattoirs à peaux et autres outils fabriqués avec des silex. Ces pointes de sagaies étaient leur signe distinctif. Elles avaient la forme d'une feuille, étaient petites, remarquablement fines, parcourues d'une rainure longitudinale comme les baïonnettes; technique particulière qui consistait à séparer de petites écailles par de multiples points d'impact. »
— Tony Hillerman, Là où dansent les morts